# Gut zu Vögeln
Gut zu Vögeln ist eine deutsche Liebeskomödie von Mira Thiel mit Anja Knauer in der Hauptrolle. Der Film kam am 14. Januar 2016 in die deutschen Kinos.
Ein erster Trailer zum Film wurde vom Verleiher Constantin Film am 19. Oktober 2015 veröffentlicht.

## Inhalt
Merlin ist eine junge Society-Reporterin, deren Verlobter, ein erfolgreicher Filmproduzent, sie kurz vor der Hochzeit sitzen lässt. Am Boden zerstört muss sie jetzt auch eine neue Wohnung finden - glücklicherweise ist ihr Bruder Simon gerade aus seiner Männer-WG ausgezogen und somit ein Zimmer frei. Mitbewohner Jacob, ein unreifer Barkeeper und Frauenheld mit Bindungsproblemen, schlägt ihr vor, sich mit Kurzzeitbeziehungen (One-Night-Stands) abzulenken, aber die verfügbaren Männer sind ihr zu doof; so hat sie schließlich eine Liebesnacht mit Jacob und testet dabei seine unausgereifte Erfindung, das „Sprühkondom“ (also ein Kondom aus der Sprühdose). Ein nostalgischer Trip nach Mallorca von Simon, Jacob und Mitbewohner Nuri (die dabei spaßige T-Shirts mit der Aufschrift „Gut zu Vögeln“ tragen) mit Merlin endet im Chaos, nachdem Clara, die schwangere und eifersüchtige Freundin von Simon, ihnen in den Urlaub folgt; dabei bringt sie noch in der Disco ihr Kind zur Welt. Zwischen Merlin und Jacob kommt es vermehrt zu Spannungen.
Zurück in Berlin erfährt Merlin von ihrer eigenen Schwangerschaft, offenbar hat das Sprühkondom nicht funktioniert; sie zieht aus der WG aus und kommt bei ihrem Vater unter. Als sie einen Termin im Ärztehaus hat, radelt ihr Jacob hinterher, der eine Abtreibung verhindern will und ihr dadurch seine Zuneigung gesteht; der Termin stellt sich dabei als Vorsorgeuntersuchung heraus. Jacob, der nun doch Verantwortung für sein eigenes Leben und das seines Kindes übernehmen will, kann Merlin zurückgewinnen und das Paar wohnt als Trauzeugen der Hochzeit ihres schwulen Freundes Nuri bei. Merlin nimmt eine schlecht bezahlte, dafür aber respektable Stelle als Journalistin einer „echten Zeitung“ an.

## Kritiken
Die Reaktion der Kritik war verhalten. Bemängelt wurde mehrfach der konventionelle Stil der Erzählung und der Regie sowie einige als vulgär wahrgenommene Einlagen. 
- So meint Christian Horn bei Filmstarts: Der Film [ist] nichts anderes als eine absolut handelsübliche Romantikkomödie mit ein paar halbwegs derben Momenten, die mit einem simplen ‚Was sich liebt, das neckt sich‘ weitaus treffender beschrieben werden kann.[5]
- Katharina Schulz von der Münchener Abendzeitung meint: Die Figuren in ‚Gut zu Vögeln‘ tragen Klischee-Eigenschaften, wie man sie Großstädtern Anfang dreißig anklebt. Unter die Lupe genommen oder gar karikiert werden deren Lebensentwürfe hier nicht, allenfalls unentschlossen und damit unwitzig ironisiert. Es sei mehr ein wilder Mix aus 90er- und Nuller-Jahre-Verhaltensweisen, die den Figuren wahllos angedichtet werden. Anja Knauer, Max von Thun und Max Giermann machen das Beste daraus. Ihnen zuzuschauen macht zumindest Spaß.[6]
- Gunda Bartels vom Tagesspiegel betont die „notdürftig verkittete Kombi aus derber Klamotte und romantischer Liebeskomödie“. Diese strotze „nur so von überzogenem, vulgärem Kokolores, wie man ihn seit ein paar Jahren schon aus weiblichen Kumpelfilmen und Bad-Taste-Knallern wie ‚Brautalarm‘ kennt.“[7]

## Resonanz
Dieser Film wurde bis August 2016 in den deutschen Kinos von 180.567 Besuchern gesehen.
Bei einem Produktionsbudget von €1,2 Millionen wurden weltweit ca. US$ 1,5 Millionen eingenommen, d. h. die Produktionskosten wurden wieder eingespielt.